# Lucikî, Reșetîlivka
Lucikî (în ucraineană Лучки) este un sat în comuna Fediivka din raionul Reșetîlivka, regiunea Poltava, Ucraina.

## Demografie
Componența lingvistică a localității Lucikî
     Ucraineană (97,12%)
     Rusă (1,44%)
     Română (1,44%)
Conform recensământului din 2001, majoritatea populației localității Lucikî era vorbitoare de ucraineană (97,12%), existând în minoritate și vorbitori de rusă (1,44%) și română (1,44%).